# Nomada noskiewiczi
Nomada noskiewiczi är en biart som beskrevs av Schwarz 1966. Nomada noskiewiczi ingår i släktet gökbin, och familjen långtungebin. Inga underarter finns listade i Catalogue of Life.